# Novostav, Șumsk
Novostav (în ucraineană Новостав) este un sat în comuna Șumbar din raionul Șumsk, regiunea Ternopil, Ucraina.

## Demografie
Componența lingvistică a localității Novostav
     Ucraineană (99,24%)
     Alte limbi (0,6%)
Conform recensământului din 2001, majoritatea populației localității Novostav era vorbitoare de ucraineană (99,24%), existând în minoritate și vorbitori de alte limbi.